# Dzsedefré
Dzsedefré vagy Radzsedef (ur.: kb. i. e. 2566 – i. e. 2558) az ókori egyiptomi IV. dinasztia fáraója, Hufu fia, Hafré bátyja. Ő volt az első, aki használta a Ré fia címet, ami Ré napisten kultuszának növekvő népszerűségére utal.
Nem ő, hanem Kawab herceg volt Hufu legidősebb fia és örököse, ő azonban meghalt. Feltételezték, hogy Dzsedefré ölte meg, amit azzal támasztottak alá, hogy utóbbi nem Gízában építtette piramisát, hanem Abu Roásban, és ezt a piramist később rongálás érte, amit családi viszály jelének tudtak be. Bebizonyosodott azonban, hogy a piramis rongálása sokkal későbbi, a római korra tehető, Gíza pedig akkor még nem volt hagyományosan a család temetkezési helye, hiszen eddig csak Hufu temetkezett itt; Abu Roás pedig jó helynek tűnhetett egy messziről is látszó, impresszív piramis felépítéséhez.

## Uralkodása
A torinói királypapirusz szerint nyolc évig uralkodott. Az uralkodására vonatkozó korabeli említések közül a 11. jószágösszeírás említése a legkésőbbi, ezt a Hufu bárkavermét borító egyik gerendára írva találták. (Miroslav Verner megjegyzi, hogy az itt dolgozó munkások írta feliratokon Dzsedefrének csak vagy a trónneve, vagy a Hórusz-neve szerepel.) Ez, amennyiben a jószágösszeszámlálás évente történt, legalább tizenegy évnyi uralkodást bizonyít; amennyiben kétévente, úgy legalább huszonegy évnyit. Miroslav Verner a tizenegy éves uralkodás mellett áll, mivel Dzsedefré viszonylag kevés emléket és feliratot hagyott maga után. Vitatott azonban, hogy a felirat valóban Dzsedefrére utal: Rainer Stadelman, Vassil Dobrev, Jánosi Péter szerint Dzsedefréé, míg Wolfgang Helck, Anthony Spalinger, Jean Vercoutter és W. S. Smith szerint Hufura utal, mivel a gerendát már Hufu idejében a helyszínre vitték, és a fáraó temetésekor tették a helyére, ami az utód, Dzsedefré uralkodásának elején történhetett.
Dieter Arnold német tudós 1981-ben egy MDAIK-cikkében megjegyezte, hogy a Hufu bárkavermének kövein található feliratok és jelek összefüggőek ugyanennek az építési projektnek azokkal a fázisaival, amelyen Dzsedefré munkásai dolgoztak. Verner megjegyzi, hogy ezek a feliratok és jelek rendszerint azzal állnak kapcsolatban, ahogy a köveket feltörték, szállították, tárolták és mozgatták az építési területen. Mindenesetre egyetlen feliratról, ráadásul az egyetlen dátumozott feliratról, amit nem is Dzsedefré bárkavermében találtak, hanem máséban, nem lehet minden kétséget kizáróan eldönteni, kire utal.
Verner azt is megjegyzi, hogy a Dzsedefré piramisát ásató francia–svájci csoport úgy találta, a piramist sikerült befejezni még Dzsedefré életében.

## Családja
Kawab özvegyét, II. Hotepheresz hercegnőt vette feleségül, aki mindkettejük testvére volt, és később talán egy harmadik fivéréhez, a Dzsedefrét követő Hafréhoz is feleségül ment. Egy másik felesége ismert, Khentetka, több szobortöredéktől az Abu Roás-i halotti templomból. Dzsedefré gyermekei:
- Hornit („A király legidősebb, vér szerinti fia”) egy Kairóban őrzött szoborról ismert, ami feleségével ábrázolja.[8]
- Baka („A király legidősebb fia”) egy, az apja halotti templomában talált és ma Kairóban őrzött szobortalapzaton maradt fenn a neve és feleségéé, Hotephereszé.[9]
- Szetka („A király legidősebb, vér szerinti fia”) egy írnokszoborról ismert, amelyet apja piramiskomplexumában találtak.[10] Elképzelhető, hogy apja halála után egy ideig uralkodott; Závijet el-Arjánnál egy befejezetlen piramist egy olyan uralkodó kezdett meg, akinek neve a ka szóra végződik, lehetett ő vagy fivére, Baka.[6]
- Noferhotepesz („A király vér szerinti leánya; Az isten felesége”) egy Abu Roás-i szobortöredékről ismert. Lehetséges, hogy a következő dinasztia egy fáraójának, Uszerkafnak vagy Szahurének az anyja.[10]

A Vallogia vezette francia kutatócsoport a piramiskomplexum feltárása közben két további lehetséges gyermekének nevét megtalálta:
- Nikaudzsedefré („A király vér szerinti fia”) az F15-ös jelű Abu Roás-i sír tulajdonosa; lehetséges, hogy nem Dzsedefré fia, hanem később élt, és csak tiszteletbeli hercegi címet viselt.[10]
- Hotepheresz („A király vér szerinti lánya”), az Abu Roás-i halotti templomban talált szobortöredéken maradt fenn a neve.[8]

## Piramiskomplexum
Dzsedefré folytatta az egyre északabbra temetkezést; ma romos piramisa Abu Roásban épült, Gízától kb. 8 km-re.